# Ester Peony

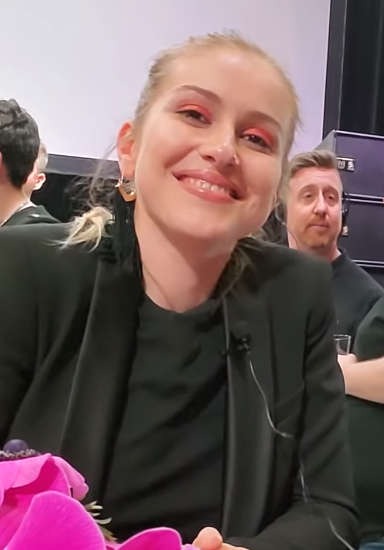
Ester Peony (2019)

Ester Peony (* 21. Juli 1993 in Bukarest, eigentlich Alexandra Crețu) ist eine rumänische Sängerin und Komponistin.

## Karriere
Peony wuchs in Montreal auf, wobei sie in ihrer Kindheit zur Musik fand. 2014 erregte sie erstmals die Aufmerksamkeit der Öffentlichkeit, als sie Cover bekannter Lieder im Internet veröffentlichte. Darauf wurde eine Plattenfirma aufmerksam und nahm sie unter Vertrag. 2015 hatte sie dann erste Radio- und Fernsehauftritte, da ihr erstes Lied Sub aripa ta lange im rumänischen Radio und Musikfernsehen gespielt wurde. Zur selben Zeit hatte sie ihre erste Rour und dazu eine Tour mit den Sängern Puya, Vescan, Doddy und Anastasia. 2018 veröffentlichte sie ihre erste EP Dig It, die ihre erstmals eigenen geschriebenen Lieder enthielt. 2019 soll ihr erstes Album erscheinen.
Am 17. Februar 2019 gewann sie die Selecția Națională 2019 mit ihrem Lied On A Sunday und vertrat somit Rumänien beim Eurovision Song Contest 2019 in Tel Aviv. Nach ihrer Teilnahme beim zweiten Halbfinale konnte sie sich jedoch nicht für das Finale des Wettbewerbs qualifizieren.

## Diskografie

### EPs
- 2018: Dig It

### Singles
- 2015: Sub aripa ta (feat. Vescan)
- 2019: On a Sunday

### Gastbeiträge
- 2021: Tatoué (mit Sasha Lopez)

### Weitere Veröffentlichungen
- 2021: Dernière Danse (mit Scott Rill;Original: Indila)

### Musikvideos
| Jahr | Titel                    | Regisseur    |
| ---- | ------------------------ | ------------ |
| 2017 | So Fine                  | Quba         |
| 2017 | On My Way                | Quba         |
| 2019 | On A Sunday              | —            |
| 2019 | 7 Roses                  | Quba         |
| 2021 | Tatoué (mit Sasha Lopez) | NGM Creative |